# Reino de Grenland
El reino de Grenland es el antiguo nombre de una región histórica, antiguo reino de Noruega. Su superficie corresponde actualmente al distrito de Grenland, en el condado de Telemark.

## Etimología
El nombre deriva de los antiguos habitantes de la zona, «la tierra de los Grener» (nórdico antiguo Grænafylki). Jordanes en su obra Getica menciona una de las naciones de los godos hacia 551 d. C.:
Sunt quamquam et horum positura Granii, Agadii, Eunixi, Thelae, Rugi, Harothi, Ranii.

## Historia
La Noruega de la Era Vikinga estuvo dividida en pequeños reinos independientes gobernados por caudillos que gobernaban los territorios, competían por la supremacía en el mar e influencia política, y buscaban alianzas o el control sobre otras familias reales, bien de forma voluntaria o forzadas. Estas circunstancias provocaron periodos turbulentos y vidas heroicas como se recoge en la saga Heimskringla del escaldo islandés Snorri Sturluson en el siglo XIII.